# 그라치아 마리아 핀토
그라치아 마리아 핀토(Grazia Maria Pinto, 1988년 4월 22일 ~ )는 이탈리아의 미인 대회 우승자이다. 2012년 미스 이탈리아 우승자이자 2012년 미스 유니버스에서 이탈리아 대표로 참가했다.